# 趙憙
趙 憙（ちょう き、紀元前3年? - 80年）は、中国の新代から後漢時代初期にかけての政治家、武将。字は伯陽。荊州南陽郡宛県の人。子は趙代。

## 事跡

### 年少時代と更始政権での活躍
| 姓名           | 趙憙 |
| 時代           | 新代 - 後漢時代 |
| 生没年         | 紀元前3年（建平4年）? - 80年（建初5年） |
| 字・別号       | 伯陽（字） |
| 本貫・出身地等 | 荊州南陽郡宛県 |
| 職官           | 郎中兼行偏将軍事〔更始〕 →五威偏将軍〔更始〕→中郎将〔更始〕 →待詔公車〔後漢〕→簡陽侯国相〔後漢〕 →平林侯国相〔後漢〕→懐県令〔後漢〕 →平原太守〔後漢〕→太僕〔後漢〕 →太尉〔後漢〕→衛尉〔後漢〕 →行太尉事〔後漢〕 →太傅兼録尚書事〔後漢〕 |
| 爵位・号等     | 勇功侯〔更始〕→関内侯〔後漢〕 →節郷侯〔後漢〕→節郷正侯〔没後〕 |
| 陣営・所属等   | 更始帝→光武帝→明帝→章帝 |
| 家族・一族     | 子：趙代 |

若くして節操があると評される。従兄が人に殺されて子が無く、当時15歳の趙憙が復仇を志した。そして仇敵たちの居場所を知ると、侠客たちとともにこれを襲撃する。ところが、仇敵たちは皆病に倒れており、反抗する者は無かった。趙憙は、病を機会として復仇を果たすのは仁者の行いではない、と考え、彼らを釈放した上、「病が癒えたら、遠く身を隠すが良い」と述べた。仇敵たちは叩頭して謝したが、回復した後、いずれも自らを縛して趙憙の下に現れた。最初、趙憙は仇敵たちと会おうとしなかったが、後についに彼らを殺している。
更始元年（23年）に更始帝が即位すると、舞陰（南陽郡）の豪族李氏が城に拠って降ろうとせず、柱天将軍李宝を派遣したが、それでも応じなかった。しかし、「宛の趙氏には、趙憙という孤児（原文「孤孫」）がいる。信義に厚いと言われる彼に、願わくば降りたい」と言う。趙憙を引見すると、更始帝は「こんな子供に、果たして遠路の大任が務まるのか？」と笑ったが、郎中兼行偏将軍事に任命し、舞陰へ派遣する。すると李氏は降伏し、趙憙はさらに潁川郡へ進撃して、降伏しない者たちを次々と撃破し、汝南郡との境まで平定してから宛に戻ってきた。更始帝は大いに喜び、「卿は名馬だ。これからも努めてくれ」と労った。まもなく、新の大司空王邑・大司徒王尋が南進してきたため、更始帝は趙憙を五威偏将軍に任命し、劉秀（後の光武帝）らに随従させ、昆陽（潁川郡）の戦いに参加させた。趙憙は負傷しながらも、戦功をあげ、中郎将に昇進し、勇功侯に封じられた。
更始3年（25年）、更始政権が敗北すると、趙憙は（恐らくは長安かその周辺で）赤眉軍に包囲されかかり、友人の韓仲伯ら数十人とともに辛うじて武関まで脱出した。丹水（弘農郡、後に南陽郡）まで至ると、更始帝の親族が裸同然の無残な姿で困窮しているところに遭遇する。趙憙は携帯していた衣料や食料を彼らに提供し、故郷まで送り届けた。

### 光武帝の下での活躍
建武2年（26年）、鄧奉が南陽郡で漢に叛逆すると、元々親交のあった趙憙は、鄧奉に何度も手紙を書き送って叛逆を非難した。この時、趙憙を讒言する者があって、光武帝も趙憙を鄧奉の一味と疑ったが、鄧奉を平定した後に、趙憙の手紙が発見されたため、光武帝は驚いて「趙憙は真の長者である」と褒め称えた。直ちに趙憙を引見し、鞍と馬を下賜し、待詔公車とした。
当時、江南はまだ平定されておらず、交通も途絶していたため、趙憙は簡陽侯国の相代行として派遣された。この時、趙憙は光武帝が兵を連れて行けと言うのを断り、1人車で簡陽に向かう。当初、簡陽の吏民は趙憙を迎え入れようとしなかったが、趙憙は城内の有力者たちに呼びかけて国家の威信を示したため、ついに簡陽は城門を開いて降伏した。荊州牧が趙憙の才能ならば困難な事務も処理できると上奏したため、趙憙は平林侯国の相に遷り、賊軍を平定した。
その後、趙憙は懐県（河内郡）の令に遷った。この当時、豪族でかつて琅邪国の相を務めた李子春が、その威勢と狡猾をもって人々を恐れさせていた。着任した趙憙は、李子春の2人の孫が殺人を犯しながら発覚していないと知ると、直ちにこれを追及し、李子春を逮捕し、2人の孫を自殺に追い込んだ。京師（洛陽）では、釈放の要請が数十もあったが、趙憙はこれを無視した。結局、臨終の際にあった友人の趙公劉良の懇願を容れる形で、李子春は光武帝の命で釈放されている。
建武17年（41年）、平原太守に遷る。当時、平原には盗賊が多かったが、趙憙はこれを撃ち平らげ、その首領は斬った。ただ、その残党数千人について「悪むべきはその本人（首領を指す）に止め、残りは京師の近郡に移すべきです」と上書し、光武帝もそれを容れ、残党は潁川郡、陳留郡に移送された。趙憙の統治は、義を行うものを取り立て、悪人を根こそぎ誅する方法であった。
建武26年（50年）、趙憙は皇族たちの宴会に招かれ、諸夫人から赤眉の乱の際における趙憙の保護を賞賛され、光武帝もこれを嘉した。この年、趙憙は太僕に昇進している。
建武27年（51年）、太尉に任命され、関内侯の爵位を賜った。この時、南匈奴の単于が漢に降り、烏丸・鮮卑が入朝してきたため、光武帝は趙憙に辺境事務を管轄させ、長期計画を練らせた。趙憙は、辺境諸郡の復活を上書し、これにより幽州・并州が確定した。
建武30年（54年）、趙憙は泰山で封禅を行い、三雍の礼を正すべしと上言し、容れられた。建武中元2年（57年）、光武帝が崩御すると、趙憙は遺詔を受け、葬礼を掌った。この葬礼では、王莽時代の混乱により葬礼に関する儀礼の旧経典等が散逸していたため、皇太子と他の皇族の序列による席次が入り乱れ無秩序であった。趙憙はこれを強制的に分け、皇太子と他の皇族との尊卑を明らかにしている。

### 明帝・章帝の下での実績
明帝の代になると、永平1年（58年）、節郷侯に封じられた。永平3年（60年）春、中山相薛脩の審問につき、事実と相違していた罪により罷免された。この年の冬、竇融の後任として衛尉となる。永平8年（65年）、行太尉事となる。永平18年（75年）、明帝が崩御すると、趙憙は再び葬礼を掌った。
章帝が即位すると、太傅・録尚書事となった。
建初5年（80年）、死去。享年84とされる。諡は正侯。

## 関連記事
- 新末後漢初